# Dominum et Vivificantem
Dominum et Vivificantem (na hrv. »Gospodin i darovatelj života«) je peta enciklika pape Ivana Pavla II. objavljena 30. svibnja 1986. godine, koja se bavi Duhom Svetim.
To je teološko istraživanje o ulozi Duha Svetoga, u odnosu na suvremeni svijet i Crkvu te o korištenju duhovne molitve za obnovu duhovnoga života. Duh Sveti nadahnjuje traženje oprosta za grijehe. Neodazivanje je »grijeh protiv Duha Svetoga«. Dužnost Crkve je uputiti svijet, da postane svjestan poziva Duha Svetoga.
Tom enciklikom završava trilogija pape Ivana Pavla II. o Presvetom Trojstvu. Prvi dio trilogije o Presvetom Trojstvu bila je enciklika Redemptor hominis (1979., o Kristu), a uslijedila je enciklika Dives in Misericordia (1980., o milosrdnom Bogu Ocu).